# Kerk van Hagfors
De kerk van Hagfors staat in het Zweedse stadje Hagfors. De kerk staat centraal in het stadje op een heuvel, aan de rivier de Uvån. De kerk werd ontworpen door de Zweedse architect Fritz Eckert. In 1936 en 1984 werd de kerk gerestaureerd respectievelijk onder leiding van Einar Lundberg en Jerk Alton.
Ekshärad · Gustav Adolf · Hagfors · Råda · Sunnemo · Uddeholm